# Natalie Zahle

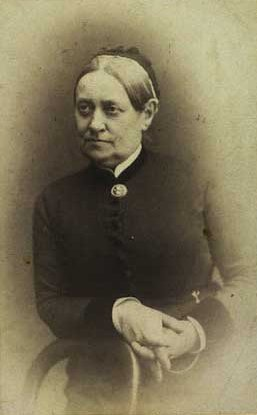
Natalie Zahle

Ida Charlotte Natalie Zahle (* 11. Juni 1827 in Horsens, Dänemark; † 11. August 1913 in Vedbæk (Rudersdal), Dänemark) war eine dänische Reformpädagogin und Frauenrechtlerin. Sie gründete 1851 die N. Zahles Skole in Kopenhagen.

## Leben und Werk

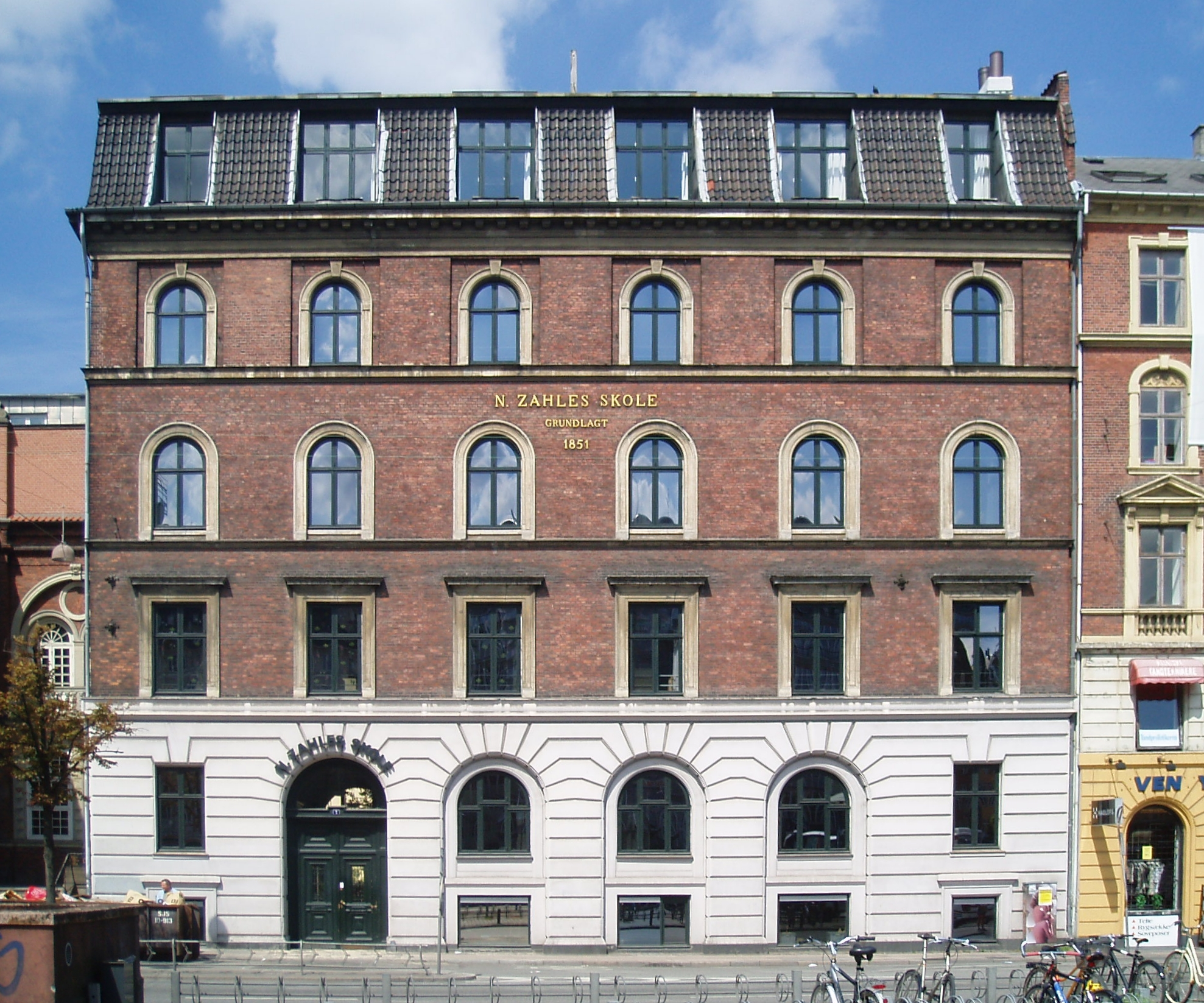
Natalie Zahles Gymnasieskole. Dieser Teil der Schule beherbergt die Grundschule. Daneben gibt es noch ein Gymnasium und ein Seminar. (2006)

Zahle war die Tochter des Vikars und späteren Pfarrers Sophus Zahle (1797–1837) und seiner Frau Vilhelmine Catharina Louise Böttger (1802–1837). Nach dem Tod ihrer Eltern 1837 lebte sie zunächst bei den Eltern ihrer Mutter und dann in Kopenhagen als Pflegekind bei dem Zoologen Daniel Frederik Eschricht und seiner Frau Mariane. 1842 absolvierte Zahle eine Ausbildung in der Töchterschule von 1791. Nach der Konfirmation arbeitete sie die folgenden sieben Jahre als Privatlehrerin, zunächst bei Verwandten in Jütland, zuletzt bei einem Arzt in Nyborg. 1849 wurde sie Schülerin an dem von Annestine Beyer 1846 gegründeten Frauenlehrerseminar Den højere Dannelsesanstalt für Damer. Diese Einrichtung war die erste Schule in Dänemark, die Frauen eine professionelle akademische Ausbildung ermöglichte. Nachdem Zahle diese Schule 1851 abgeschlossen hatte, gründete sie 1852 ihre erste Mädchenschule, die N. Zahles Skole. Sie erweiterte die Schule von 25 Schülerinnen im Jahr 1852 auf 200 im Jahr 1862 und war bekannt für ihre Auswahl an Lehrern.
Zahle engagierte Lehrerinnen und Lehrer, die in einigen Fällen keine großen beruflichen Fähigkeiten, aber pädagogische Originalität besaßen, daneben einige der großen Persönlichkeiten der Zeit wie der Dichter Christian Richardt, Jens Nørregaard und Gotfred Rode, der Anatom Knud Valløe und der Geograph Ernst Løffler. Viele Pionierinnen der ersten Generation in verschiedenen Bereichen und Frauenrechtlerinnen, darunter Anna Hude, Ida Falbe-Hansen, Lis Jacobsen, Ingrid Jespersen, Erna Juel-Hansen und Theodora Lang waren ihre Schülerinnen.
Zahle gilt als Pionierin der Frauenbewegung, obwohl sie sich außerhalb ihrer pädagogischen Arbeit nie in der Öffentlichkeit für Frauenrechte engagierte. In ihrer Schule wurde den Mädchen eine Grundschulbildung angeboten, die dann auf das seit 1875 mögliche Universitätsstudium vorbereitete. Zahle gründete eine Lehrerinnenschule, eine Kindergrundschule, freie Kurse, Sportunterricht, 1869 eine Musikschule, 1877 ein Gymnasium, 1880 Gesundheitsfürsorge, 1882 eine Haushaltsschule.
Am 7. Juli 1885 übertrug sie alle ihre Schulen mit Gebäuden und Einrichtungen im Wert von über einer halben Million dänische Kronen an eine unabhängige Institution, für die sie bis 1900 Geschäftsführerin war. 1905 beendete sie ihre Unterrichtstätigkeit.

## Ehrungen

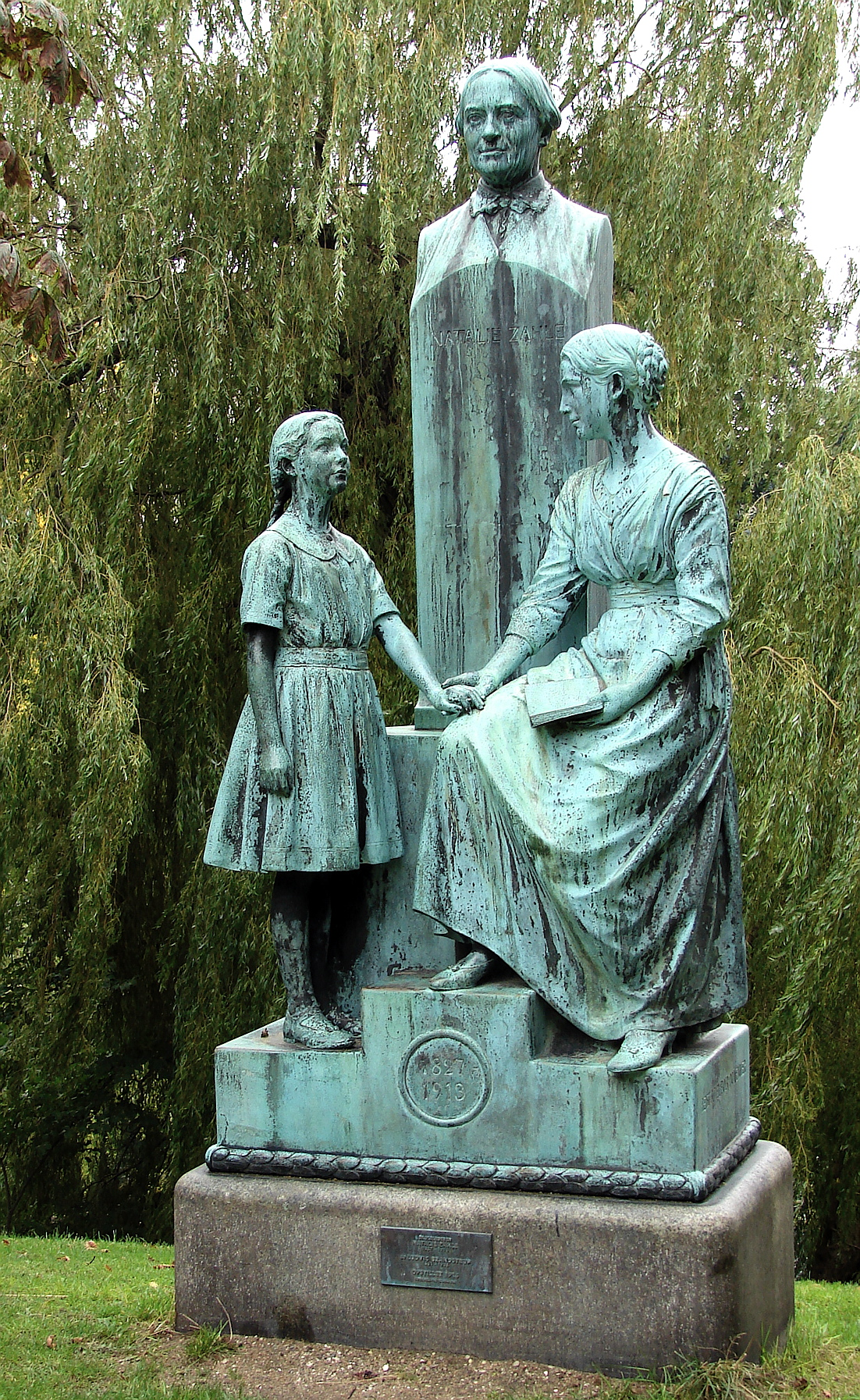
Bronzestatue Natalie Zahle von Ludvig Brandstrup im Ørstedsparken, Kopenhagen

- 1891: Verdienstmedaille in Gold (Fortjenstmedaljen i guld)
- Die Natalie-Zahle-Gedenkstätte befindet sich im Ørstedsparken in Kopenhagen, in der Nähe der Schule, die sie 1852 gegründet hat. Es ist eine Bronzestatue auf einem Granitsockel, die der dänische Bildhauer Ludvig Brandstrup (1861–1935) im Jahr 1916 geschaffen hat.[5][6]